# Oxyde de rhodium(IV)
L’oxyde de rhodium(IV), ou dioxyde de rhodium, est un composé chimique de formule RhO2. Il s'agit d'un solide noir cristallisé dans le système tétragonal rutile selon le groupe d'espace P42/mnm (no 136) avec les paramètres cristallins a = 448,9 pm, c = 309,0 pm et Z = 2. Il en existe également un hydrate de couleur verte.
L'oxyde RhO2 est insoluble même dans l'eau régale chauffée. Il peut être obtenu par oxydation de sulfate de rhodium(III) Rh2(SO4)3 avec par exemple de l'ozone O3 ou par électrolyse :
Rh2(SO4)3 ⟶ 2 RhO2 + 3 SO2.
L'oxyde de rhodium(IV) chauffé à l'air donne de l'oxyde de rhodium(III) Rh2O3 à 850 °C puis du rhodium métallique et de l'oxygène O2 à 1 050 °C.